# Monoteleia grenadensis
Monoteleia grenadensis är en stekelart som först beskrevs av William Harris Ashmead 1900.  Monoteleia grenadensis ingår i släktet Monoteleia och familjen Scelionidae. Inga underarter finns listade i Catalogue of Life.